# Donald Arthur Glaser
Donald Arthur Glaser (21 tháng 9 năm 1926 – 28 tháng 2 năm 2013) là nhà vật lý, nhà thần kinh học người Mỹ. Ông đoạt Giải Nobel Vật lý năm 1960 nhờ phát minh ra buồng bọt.